# Rio Beauronne (Les Lèches)

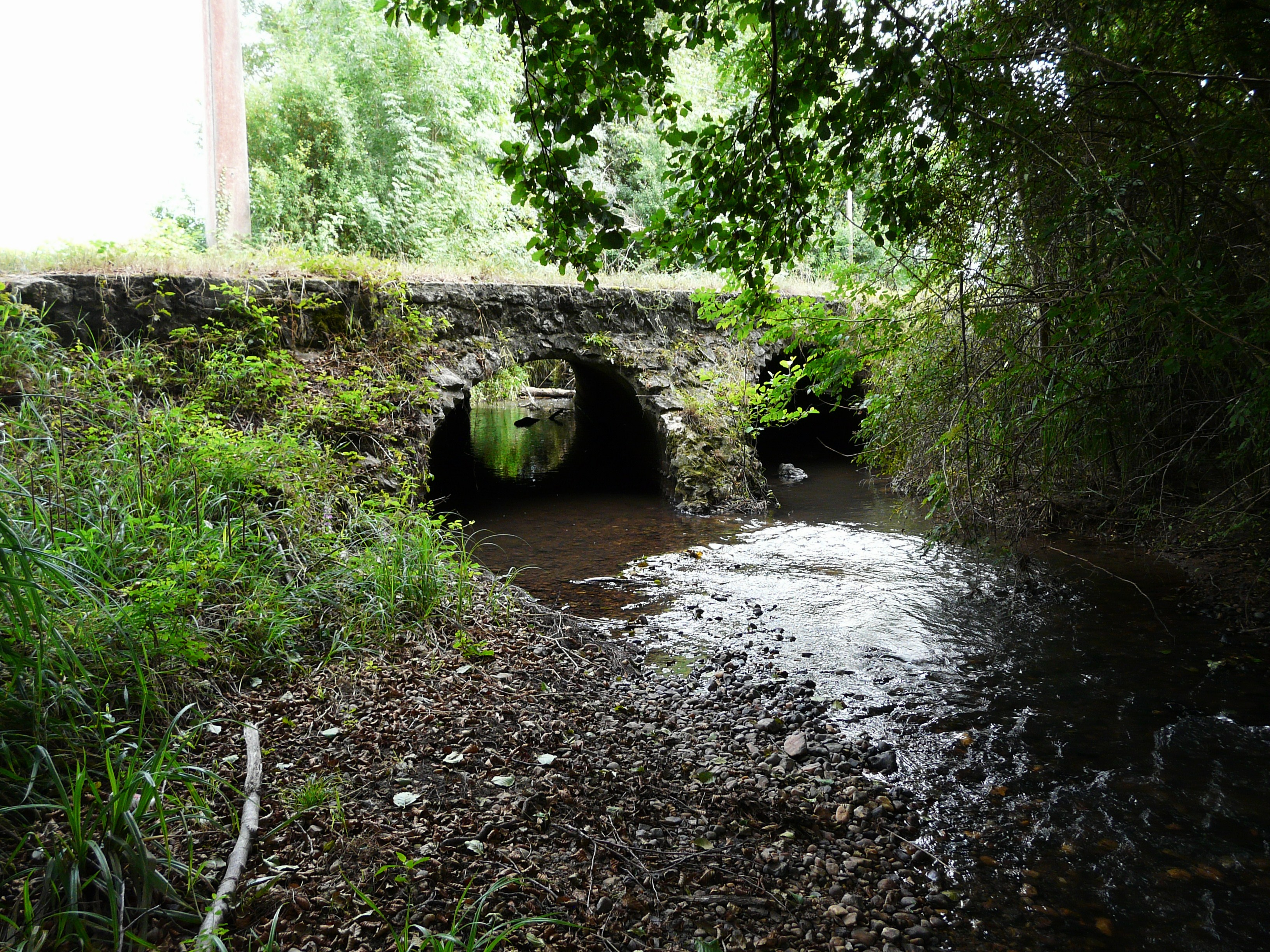
Le ruisseau la Beauronne à Chandos, Saint-Médard-de-Mussidan, Dordogne, France

Beauronne é um rio localizado em Les Lèches, França.